# Wolf Haas

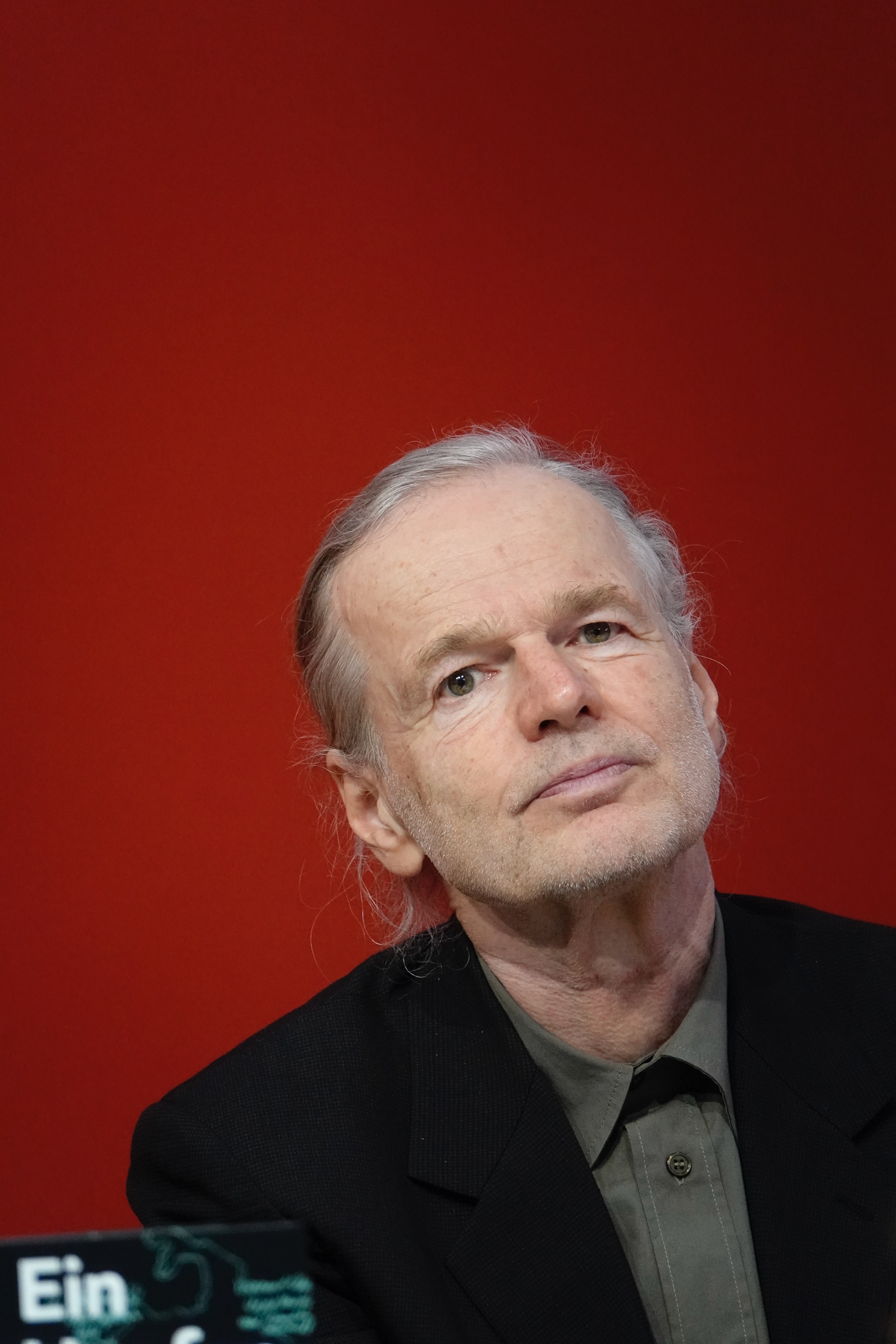
Wolf Haas 2025 auf der Leipziger Buchmesse

Wolf Haas (eigentlich: Wolfgang Haas; * 14. Dezember 1960 in Maria Alm am Steinernen Meer, Land Salzburg) ist ein österreichischer Schriftsteller, der in Wien lebt. Bekannt wurde er als Autor von Kriminalromanen, von denen drei den Deutschen Krimipreis gewannen.

## Leben und Werk
Wolf Haas wurde als einer von zwei Söhnen eines Kellnerehepaars in Maria Alm im Salzburger Pinzgau in der Nähe von Zell am See geboren. Sein Vater, Johann Haas (1928–2002), stammte ursprünglich aus Feldbach (Steiermark) und war in Maria Alm aufgewachsen; seine Mutter, Maria Anna (Marianne) Haas, geb. Mayer (1923–2018), war die Tochter eines Wagnermeisters aus Maria Alm. Haas wuchs in bescheidenen Verhältnissen in Maria Alm auf – ihm zufolge „mitten im grausamen Skifahrermilieu [...] mit Leuten, die Kindern oft mit dem Brustton der Überzeugung einen irren Blödsinn erzählen“. Dieses Milieu diente Haas, wie er im Jahr 2000 in einem Interview erklärte, auch als Vorlage für seine Romane. Als Kind habe er oft am Wirtshaustisch die Gespräche der Erwachsenen verfolgt, die „dir [erzählen], wie es wirklich war. Und einer weiß es besser als der andere. Und in Wirklichkeit ist einer blöder als der andere.“ Da seine Eltern als Saisonkellner in der Alpenregion arbeiteten, verbrachte Haas die Ferien oft bei seiner Großmutter in der Steiermark.
1970 kam er zusammen mit seinem Bruder als Internatsschüler in das katholische klösterliche Privatgymnasium Borromäum in Salzburg. Nach bestandener Matura 1978 studierte er ab 1979 an der Paris-Lodron-Universität Salzburg zunächst Psychologie, ab 1980 dann Germanistik und Linguistik. 1987 wurde er an der Universität Salzburg mit einer Studie über Die sprachtheoretischen Grundlagen der konkreten Poesie promoviert. Von 1988 bis 1990 arbeitete er als Universitätslektor in Swansea in Südwales.
Zurück in Österreich, begann er in Wien als Juniortexter bei Werbeagenturen zu arbeiten. Er schuf die Radiospots Lichtfahrer sind sichtbarer sowie Ö1 gehört gehört, den er auch selbst gesprochen hat. Es folgte die „Ö3-Wecker“-Kasperliade Peda & Peda, die entstand, als Haas und sein Pendant Herbert Haider nach der letzten Staffel einer Mazda-Werbung ihre Idee der skurrilen Zwiegespräche dem Hörfunkprogramm Ö3 anboten. Danach kündigte er bei der Werbeagentur Demner & Merlicek und wurde freier Schriftsteller.
Von 1996 bis 2003 schrieb Haas sieben Kriminalromane, sechs davon mit dem Detektiv Simon Brenner als Hauptfigur. Vier Teile des Brenner-Zyklus, Komm, süßer Tod, Silentium!, Der Knochenmann und Das ewige Leben, wurden verfilmt. Der Krimi Ausgebremst (in dem Brenner nicht vorkommt) ist am Rande des Formel-1-Milieus angesiedelt. Haas’ Kriminalromane zeichnen sich durch satirische Gesellschaftskritik, Spannung und lakonischen Witz aus. Dreimal erhielt er den Deutschen Krimipreis. Mit seinem Lektor Wolfram Hämmerling verbindet Wolf Haas eine besondere Beziehung. Hämmerling betreute 1995 die Krimireihe beim Rowohlt-Verlag und entschied sich, das unverlangt eingesandte Manuskript „Auferstehung der Toten“ zu verlegen.
2002 folgte Wolf Haas Wolfram Hämmerling von Rowohlt zum Verlag Hoffmann und Campe. Im September 2006 veröffentlichte Haas den Roman Das Wetter vor 15 Jahren, eine Liebesgeschichte in Form eines Interviews zwischen einer Literaturkritikerin und einem fiktiven Autor namens Wolf Haas über dessen neues Werk. In diesem Roman erklärt der fiktive „Wolf Haas“, künftig keine Kriminalromane mehr schreiben zu wollen. Für Das Wetter vor 15 Jahren erhielt Haas 2006 den Wilhelm-Raabe-Literaturpreis. Mit dem im August 2009 erschienenen Werk Der Brenner und der liebe Gott kehrte Haas ins Krimigenre zurück. 2012 publizierte Haas den Roman Verteidigung der Missionarsstellung, eine literarische Anwendung der in sich selbst zurückführenden Grundstruktur des Paisleymusters. Dafür wurde er mit dem Bremer Literaturpreis ausgezeichnet. 2014 legte er den Krimi Brennerova vor (in slawischen Sprachen die weibliche Form des Familiennamens Brenner). Brennerova wurde im Jahr 2015 mit dem Deutschen Hörbuchpreis für „Beste Unterhaltung“ ausgezeichnet. Sein 2018 erschienener Roman Junger Mann handelt von einem Burschen in der Pubertät, der unbedingt abnehmen will. Die Erzählung trägt autobiographische Züge. In seinem zu Jahresbeginn 2025 erschienenen Buch Wackelkontakt sind zwei Handlungsstränge nach dem Muster der im Roman erwähnten Escher-Zeichnung Drawing Hands rekursiv ineinander verflochten: Der Trauerredner Franz Escher liest einen Roman über den Ex-Mafioso Marko Steiner, der seinerseits einen Roman über den Trauerredner Franz Escher liest. Somit springt die Handlung, ähnlich einem Wackelkontakt, ständig zwischen der einen und der anderen Ebene hin und her, bis beide sich am Ende begegnen. Das Werk wurde von der Kritik positiv aufgenommen.
Von Wolf Haas und Annemarie Mitterhofer stammt die Idee für die erfolgreiche ORF-Fernsehserie Vier Frauen und ein Todesfall, die 2004 bis 2008 gesendet wurde und seit 2011 fortgesetzt wird.

## Brenner-Krimis

### Romane

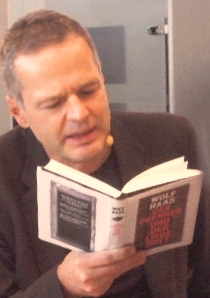
Haas mit Der Brenner und der liebe Gott auf der Frankfurter Buchmesse 2009

Die neun Romane, die seit 1996 erschienen, spielen an verschiedenen Orten und sind eigenständig hinsichtlich Plot und Figurenensemble. Der Privatdetektiv Simon Brenner ist im ersten Band der Reihe 44 Jahre alt. Er stammt aus dem Grazer Bezirk Puntigam, ist Junggeselle, breitschultrig, klein, dicklich und hat einen Kantschädel mit roter Nase und wasserblauen Augen. Seit er sich das Rauchen abgewöhnt hat, bekommt er regelmäßig Migräneanfälle. Vor zwölf Jahren hat ihn seine Verlobte Josefine, kurz Fini, verlassen. Doch Brenner schließt ohnehin schnell Frauenbekanntschaften.
Bei der Kripo ist Brenner aufgrund seines eigenwilligen Vorgehens nie über den Rang eines Inspektors hinausgekommen. Er hat Schwierigkeiten mit seinem neuen Vorgesetzten Nemec und kündigt daher. Seitdem ist er beim Detektivbüro Meierling. Sein letzter Fall als Kriminalbeamter in Zell am See, wo zwei tiefgefrorene Leichen gefunden werden, ist zugleich sein erster als Detektiv. Danach ermittelt er in der Steiermark, wo in der Klöcher Grillhendlstation Menschenknochen unter den Hühnerknochen aufgetaucht sind. Dann beendet er den Detektivberuf und geht zur Rettung, um sich nicht mehr mit Mord und Totschlag beschäftigen zu müssen. Doch auch dort wird er in Mordfälle verwickelt. Später ermittelt er wieder als Privatdetektiv im Internat einer Salzburger Klosterschule und im Wiener Augarten. Schließlich kehrt Brenner nach Graz zurück, wo er mit seinen Jugendsünden konfrontiert wird und in Lebensgefahr gerät. Daraufhin beendet er abermals das Detektivdasein und wird Privatchauffeur, um in eine Entführungsgeschichte verwickelt zu werden.
Wolf Haas wollte Brenner die typischen Männereigenschaften verleihen und ihn in leichter Ironisierung sympathisch erscheinen lassen. Es ist auch kein Zufall, dass Brenner ungefähr zehn Jahre älter als Haas selbst ist. Haas dazu: „Weil mir das fremd ist, und deshalb interessiert es mich.“
Ende 2010 wurde bekannt, dass ein verdeckter Ermittler des baden-württembergischen Landeskriminalamtes unter dem Decknamen Simon Brenner die linke Szene in Heidelberg ausspähte.

### Verfilmungen

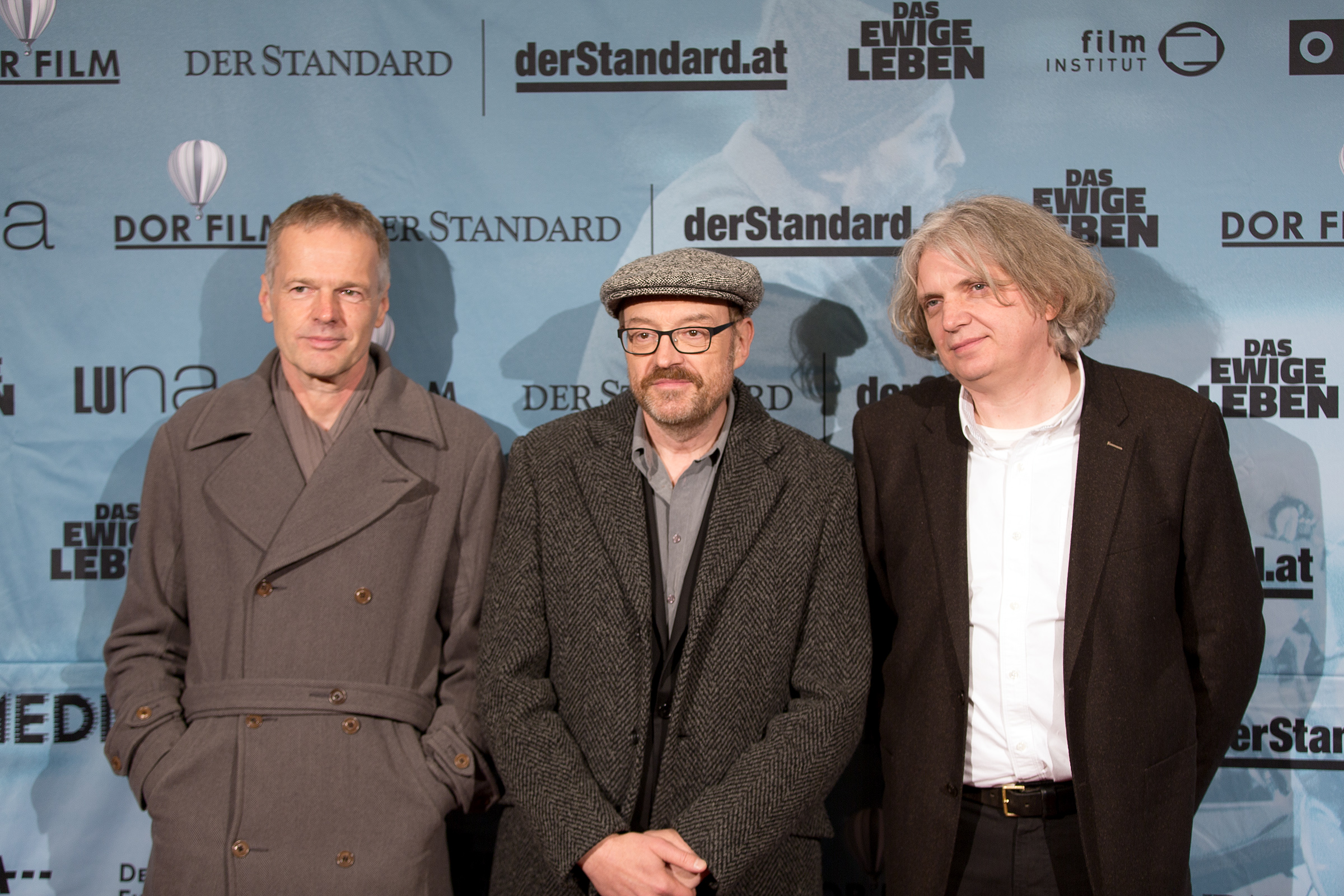
Wolf Haas, Josef Hader und Wolfgang Murnberger bei der Premiere von Das ewige Leben (2015)

Obwohl Haas seine Brenner-Romane als unverfilmbar bezeichnet hatte, wirkte er dann doch an der Realisierung der Verfilmungen von Komm, süßer Tod und Silentium! mit: Gemeinsam mit dem Brenner-Darsteller Josef Hader und Regisseur Wolfgang Murnberger schrieb er die Drehbücher, außerdem taucht er bei den beiden ersten Filmen in winzigen Nebenrollen auf. Die Zusammenarbeit setzte sich auch bei Der Knochenmann und Das ewige Leben fort. Alle Filme schafften es unter die 15 (an den Kinokassen) erfolgreichsten österreichischen Kinoproduktionen.

### Hörspiele
Hörspielfassungen der Brenner-Krimis entstanden in Bearbeitung und unter der Regie von Götz Fritsch 1999 bzw. 2000 von Auferstehung der Toten und Der Knochenmann. Sie wurden von den Hörern des ORF zum Hörspiel des Jahres gewählt. Ebenfalls vom ORF wurde Komm, süßer Tod im Jahr 2002 als Hörspiel in zwei Folgen produziert. 2005 folgte (wieder vom ORF produziert) Silentium!. 2006 wurde Das ewige Leben von den Hörern des ORF zum Hörspiel des Jahres gewählt.

### Theaterfassungen
Am Schauspielhaus Graz waren bisher drei Theateradaptionen zu sehen:
- 13. Oktober 2007: Premiere von Das Wetter vor 15 Jahren (Regie: Sandra Schüddekopf)
- 22. Oktober 2009: Premiere von Das ewige Leben in einer Dramatisierung von Pia Hierzegger (Regie: Christine Eder)
- 12. Dezember 2014: Premiere von Verteidigung der Missionarsstellung (Regie: Susanne Lietzow)

Eine Theateradaption von Komm, süßer Tod entstand 2009 am Schauspiel Frankfurt in Form einer Live-Film-Performance (Regie: Klaus Gehre, Schauspiel: Torben Kessler, Musik/Sound: Michael Lohmann). In der gleichen Besetzung und im gleichen Format entstand 2010 – ebenfalls am Schauspiel Frankfurt – eine Adaption von Silentium!.

## Werke

### Romane
- Brenner-Krimis (Handlungsorte):
  - Auferstehung der Toten. Rowohlt, Reinbek 1996, ISBN 3-499-22831-9 (Zell am See).
  - Der Knochenmann. Rowohlt, Reinbek 1997, ISBN 3-499-22832-7 (Klöch in der Steiermark).
  - Komm, süßer Tod. Rowohlt, Reinbek 1998, ISBN 3-499-22814-9 (Wien).
  - Silentium!. Rowohlt, Reinbek 1999, ISBN 3-499-22830-0 (Salzburg).
  - Wie die Tiere. Rowohlt, Reinbek 2001, ISBN 3-499-23331-2 (Wien).
  - Das ewige Leben. Hoffmann und Campe, Hamburg 2003, ISBN 3-492-24095-X (Graz).
  - Der Brenner und der liebe Gott. Hoffmann und Campe, Hamburg 2009, ISBN 978-3-423-21282-3.
  - Brennerova. Hoffmann und Campe, Hamburg 2014, ISBN 978-3-455-40499-9.
  - Müll. Hoffmann und Campe, Hamburg 2022, ISBN 978-3-455-01430-3 (Wien, Aschau im Chiemgau).
- Ausgebremst. Der Roman zur Formel 1. Rowohlt, Reinbek 1998, ISBN 978-3-499-25568-7.
- Das Wetter vor 15 Jahren. Roman. Hoffmann und Campe, Hamburg 2006, ISBN 978-3-423-21269-4.
- Verteidigung der Missionarsstellung. Roman. Hoffmann und Campe, Hamburg 2012, ISBN 978-3-455-40418-0.
- Junger Mann. Hoffmann und Campe, Hamburg 2018, ISBN 978-3-455-00388-8.[17]
- Eigentum. Roman. Carl Hanser, München 2023, ISBN 978-3-446-27833-2.
- Wackelkontakt. Roman. Carl Hanser, München 2025, ISBN 978-3-446-28272-8.

### Hörspiele
- Das Wetter vor 15 Jahren. Regie: Oliver Sturm. dlfk 2018. Ursendung am 12. August 2018

### Sachbücher
- Sprachtheoretische Grundlagen der konkreten Poesie. Akademischer Verlag Heinz, Stuttgart 1990, ISBN 3-88099-237-1 (Zugl.: Salzburg, Univ., Diss., 1987).
- Die Liebe in den Zeiten des Cola-Rauschs. Verlag Tauschzentrale, Wien 1993, ISBN 3-901352-01-5.

### Kinderbücher
- Die Gans im Gegenteil. Hoffmann und Campe, Hamburg 2010, ISBN 3-455-40286-0.

## Auszeichnungen
- 1997: Deutscher Krimipreis für Auferstehung der Toten
- 1999: Deutscher Krimipreis für Komm, süßer Tod
- 1999: Hörspiel des Jahres in Österreich: Auferstehung der Toten
- 2000: Burgdorfer Krimipreis
- 2000: Deutscher Krimipreis für Silentium!
- 2000: Hörspiel des Jahres in Österreich: Der Knochenmann
- 2003: Buchpreis der Salzburger Wirtschaft
- 2004: Literaturpreis der Stadt Wien
- 2006: Wilhelm-Raabe-Literaturpreis der Stadt Braunschweig für Das Wetter vor 15 Jahren
- 2006: Hörspiel des Jahres in Österreich: Das ewige Leben
- 2010: Kröte des Monats Oktober für Die Gans im Gegenteil mit Teresa Präauer
- 2010: 4. Platz in der KrimiWelt-Bestenliste des Jahres 2009 für Der Brenner und der liebe Gott
- 2013: Bremer Literaturpreis für Verteidigung der Missionarsstellung
- 2015: Deutscher Hörbuchpreis in der Sparte Beste Unterhaltung für Brennerova
- 2016: Kasseler Literaturpreis für grotesken Humor[18]
- 2016: Jonathan-Swift-Preis[19]
- 2017: Österreichischer Kunstpreis für Literatur[20]
- 2024: Erich Kästner Literaturpreis[21]
- 2024: Nominierung für den Preis der Leipziger Buchmesse für Eigentum[22]
- 2025: Shortlist Preis der Leipziger Buchmesse[23]
- 2025: Anton-Wildgans-Preis[24]